# Muricidae

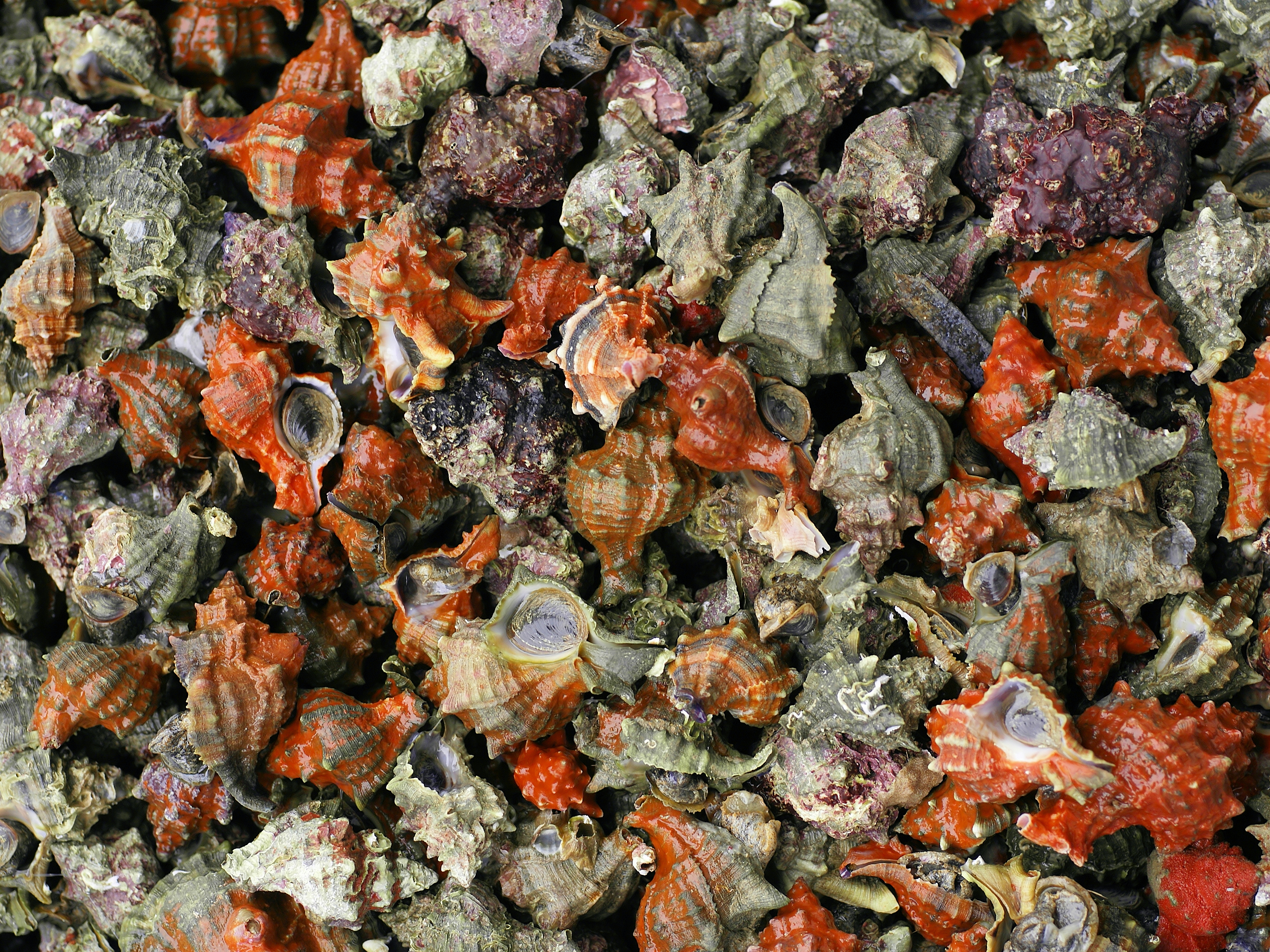
Espécimes de Hexaplex trunculus à venda (Espanha).

Muricidae Rafinesque, 1815, é uma família de búzios marinhos, conhecidos pelo nome comum de murex, que inclui uma grande diversidade taxonómica de espécies búzios predadores, alguns deles de grandes dimensões e com conchas com formas e cores pouco usuais, o que faz delas objectos de coleccionismo e de decoração de interiores. A família inclui cerca de 1 600 espécies extantes, o que representa cerca de 10% do número de espécies de Neogastropoda conhecidas. Para além disso, estão descritas cerca de 1 200 espécies fósseis.. Foi proposta a criação de várias subfamílias, mas existe considerável polémica em torno da sus configuração e da delimitação entre géneros.

## Subfamílias
Entre outras subdivisões propostas, a família Muricidae consiste nas seguintes famílias:
- Coralliophilinae Chenu, 1859 - sinónimo: Magilidae Thiele, 1925
- Ergalataxinae Kuroda, Habe & Oyama, 1971
- Haustrinae Tan, 2003
- Muricinae Rafinesque, 1815
- Muricopsinae Radwin & d'Attilio, 1971
- Ocenebrinae Cossmann, 1903
- Rapaninae Gray, 1853 - sinónimo: Thaididae Jousseaume, 1888
- Tripterotyphinae d'Attilio & Hertz, 1988
- Trophoninae Cossmann, 1903
- Typhinae Cossmann, 1903